# Miroslav Dostál
Pour les articles homonymes, voir Dostál.
Miroslav Dostál, né en 1923 et mort en 2015, est un joueur tchécoslovaque de basket-ball.

## Palmarès
- Finaliste du championnat d'Europe 1947